# Stand Watie

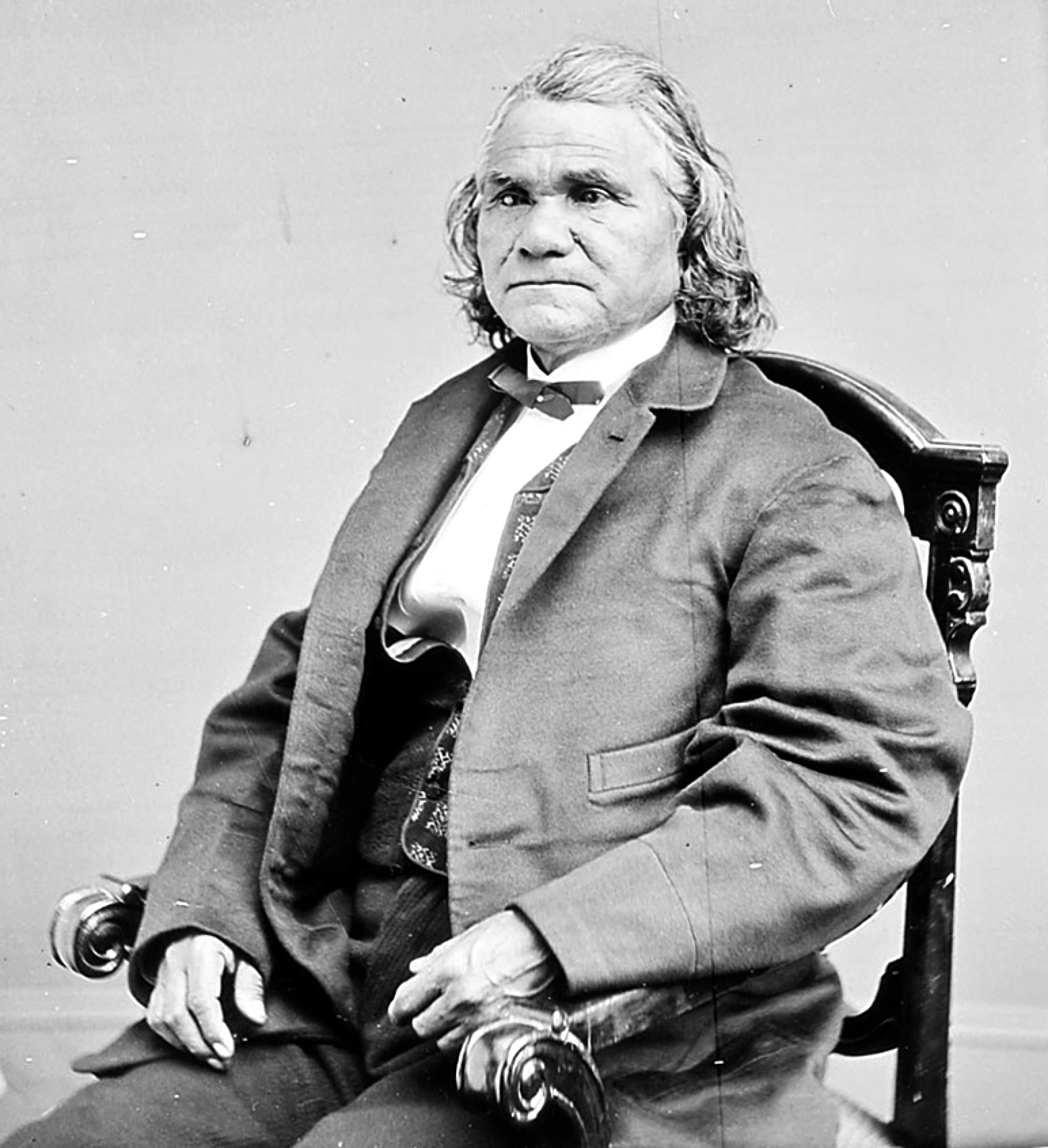
Stand Watie

Stand Watie (* 12. Dezember 1806 in Oothcaloga, nahe Rome, Georgia; † 9. September 1871 bei Honey Creek, Oklahoma) war ein Angehöriger der Cherokee und General des konföderierten Heeres im Sezessionskrieg.

## Leben
Stand Waties Namen leitete sich daraus ab, dass er aus dem Stamm der Ridge-Watie kam und sein Name in der Cherokeesprache De-ga-ta-ga = he stands (der Stehende) lautete. In Springplace, Georgia, besuchte er eine Missionsschule und wurde 1829 Sekretär des Obersten Gerichtshofes der Cherokee Nation. Später arbeitete er zeitweise als Redakteur des Cherokee Phoenix, einer in Cherokee und Englisch gedruckten Zeitschrift, deren Herausgeber sein Bruder war.
Er gehörte zu den Stammesführern, die sich der brutalen Vertreibung in das Indianerterritorium (Oklahoma) beugten. Nachdem sein Onkel Major Ridge und einige seiner Brüder und Vettern den Tod gefunden hatten, wurde Watie 1845 Stammesführer der Ridge-Watie und stand im ständigen Widerspruch zu seinem Kontrahenten, Chief John Ross, dem obersten Stammesführer der Cherokee.
Im Sezessionskrieg führte er ein eigenes Regiment, das für seine hohe Disziplin berühmt war. 1862 wurde er Nachfolger von John Ross als oberster Stammesführer der Cherokee. 1864 wurde er zum Brigadegeneral befördert. Er war der einzige Indianer, der während des Bürgerkrieges den Rang eines Generals bekleidete. Am 23. Juni 1865 unterzeichnete Stand Watie bei Fort Towson im Choctaw-Teil des Indianerterritoriums (heute Oklahoma) ein Waffenstillstandsabkommen und war somit der letzte Südstaatengeneral, der kapitulierte.
Nach dem Ende des Sezessionskrieges wurde er von der neuen unionsgeführten US-Regierung nicht mehr als Stammesführer der Cherokee akzeptiert. Stattdessen wurde sein Vorgänger John Ross wieder Chef der Cherokee.
Stand Watie zog sich anschließend aus dem öffentlichen Leben zurück und starb am 9. September 1871.